# Meeresvogel

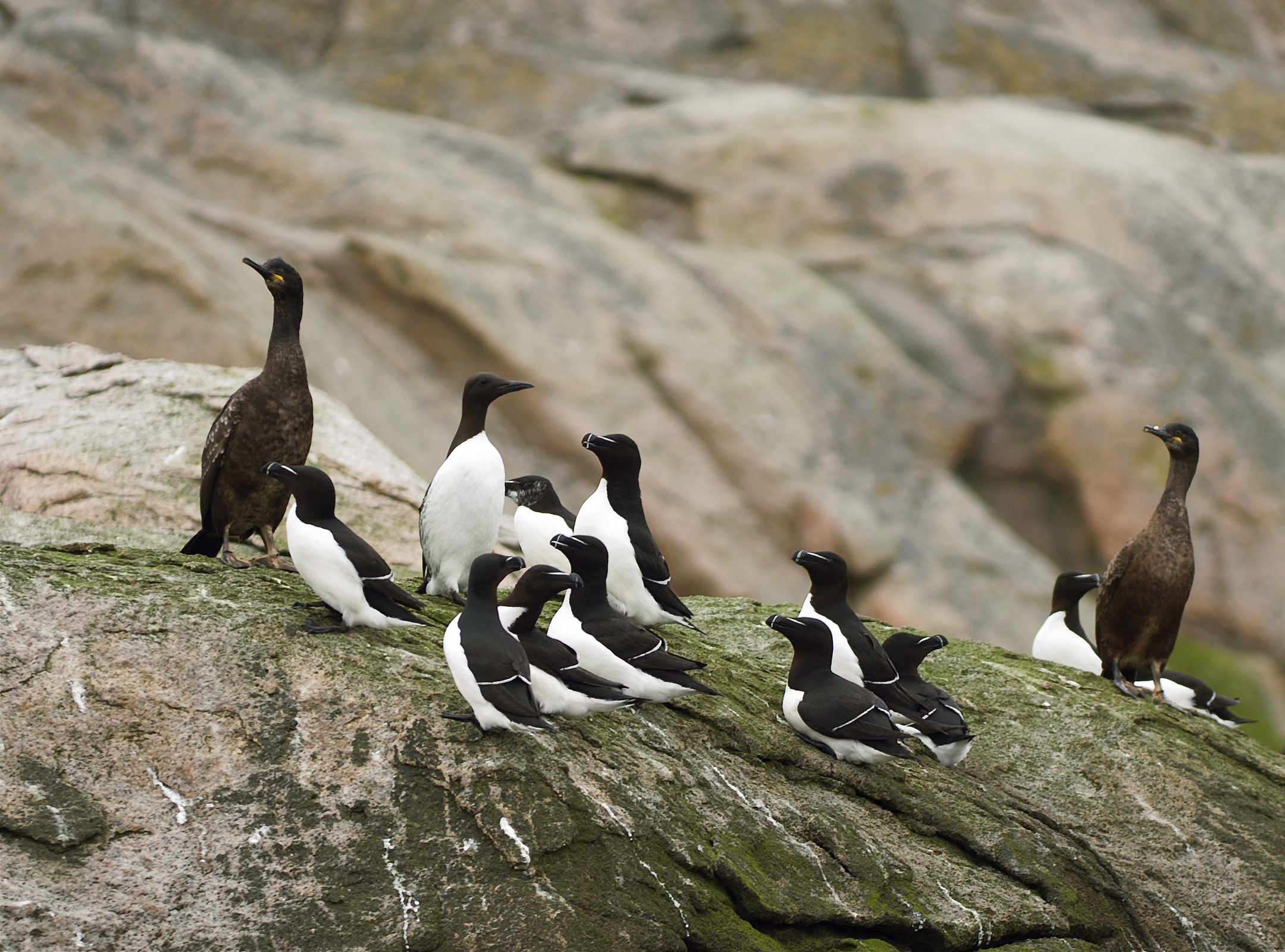
In der Nähe einer Brutkolonie rasten unterschiedliche Seevogelarten (Krähenscharbe, Tordalk und Trottellumme) an der Felsküste der Lofoten.

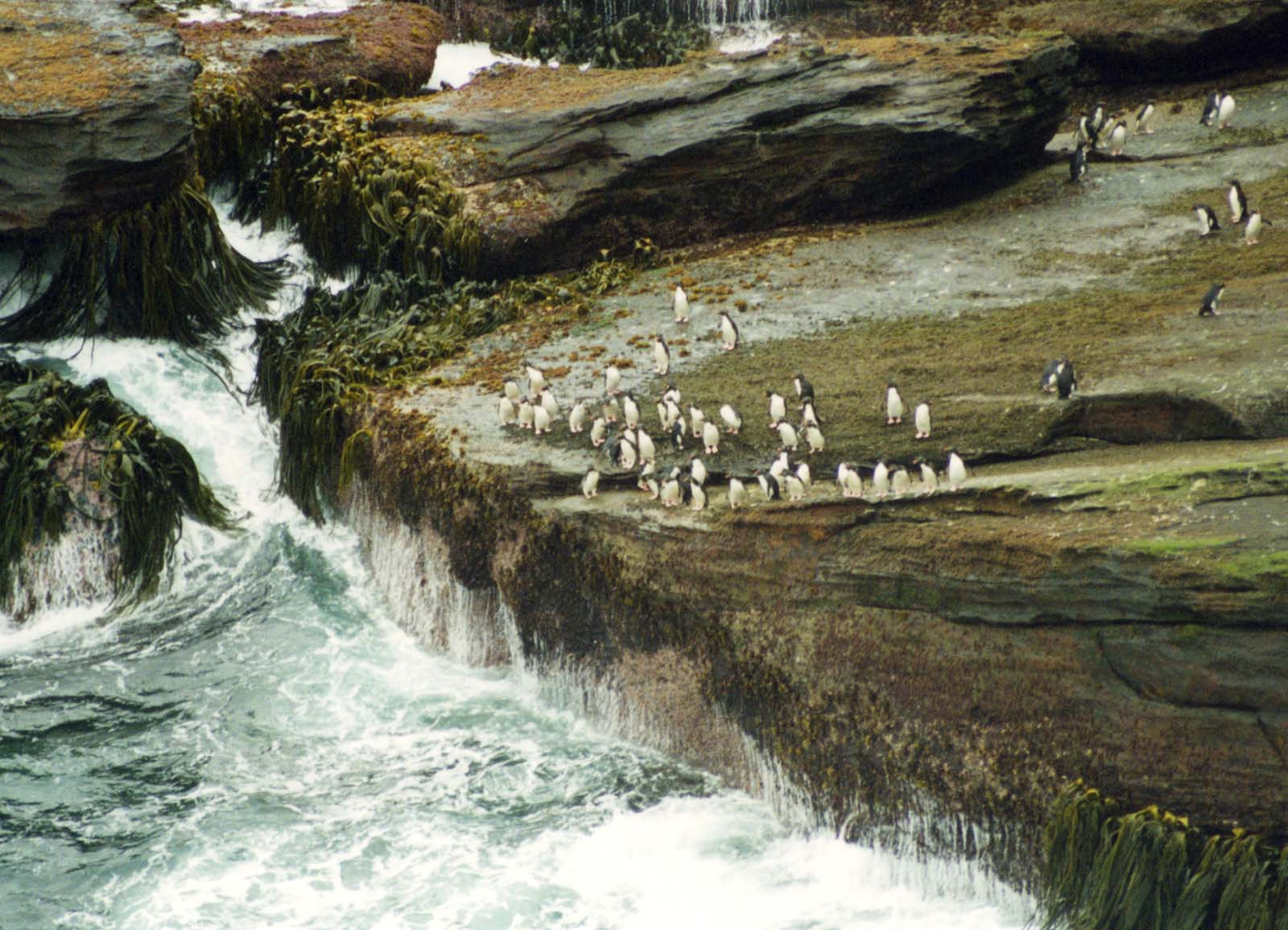
Felsenpinguine (Eudyptes chrysocome) in der Brandungszone von New Island, einer der Falklandinseln.

Als Meeresvögel oder Seevögel bezeichnet man Vogelarten, die mit ihrer Lebensweise überwiegend an das Meer gebunden sind. Insgesamt weisen 275 verschiedene Arten eine Anpassung an das Leben auf dem Meer auf. Typische Meeresvögel sind beispielsweise Röhrennasen, zu denen auch die Albatrosse zählen, die in besonderer Weise an ein ständiges Fliegen über dem Meer angepasst sind. Sie nutzen die Aufwinde über den Wellen, die ihnen über längere Zeit Auftrieb verleihen. Weitere Beispiele für Meeresvögel sind Pinguine, Alkenvögel wie Papageitaucher oder Trottellumme, Austernfischer und Säbelschnäbler.

## Allgemeine Merkmale
Obwohl Meeresvögel häufig sehr große Unterschiede bezüglich ihrer Lebensweise, ihres Verhaltens und ihrer Physiologie zeigen, sind zugleich auffallende Merkmale einer konvergenten Evolution feststellbar. Die besonderen Gegebenheiten ihrer Umwelt und die Nutzung spezifischer Nahrungsnischen haben bei ihnen ordnungs- und familienübergreifend zu ähnlichen Anpassungen geführt. So weist beispielsweise die Samtente große Nasenlöcher auf, über die sie das Salz aus dem von ihr geschluckten Meerwasser ausscheidet. Dieses Merkmal ist innerhalb der Entenvögel nicht sehr häufig zu finden, ist aber beispielsweise für Röhrennasen typisch. Meeresvögel weisen in der Regel nicht so farbenprächtige Gefieder wie andere Vogelarten auf. Ihr Gefieder ist häufig unscheinbar schwarz, weiß oder grau bis braun.
Seevögel leben länger, beginnen mit ihrer Fortpflanzung in einem höheren Alter und haben weniger Nachwuchs als andere Vogelarten. In der Regel investieren sie in ihren Nachwuchs allerdings auch mehr Zeit, als es bei anderen Vögeln üblich ist. Die meisten der Meeresvögel nisten in Kolonien, wobei die Anzahl der Brutpaare von einigen Dutzend bis zu mehreren Millionen schwanken kann. Einige Arten unter ihnen sind bekannt für ihren langen alljährlichen Zug, bei dem sie den Äquator überqueren und mitunter die Erde umrunden.

## Anpassungstypen
Grundsätzlich lassen sich Meeresvögel in zwei Anpassungstypen unterscheiden:
- Meeresvögel wie Seeschwalben oder Sturmvögel leben im Luftraum über dem Meer. Sie sind durchgehend hervorragende Segler, zu deren anatomischen Merkmalen lange, spitze Flügel und schmale, zarte Beine gehören.
- Meeresvögel wie Alken und Pinguine sind hauptsächlich auf der Wasseroberfläche schwimmende Meeresvögel. Sie bewegen sich mit Hilfe ihrer kurzen und kräftigen Beine sowie der Flügel unter Wasser fort. Sie werden deswegen auch als Flügeltaucher bezeichnet.

## Bedrohung und Schutz
Meeresvögel und Menschen haben eine lange gemeinsame Geschichte, da der Mensch die Vögel als Jagdbeute nutzte, Fischer durch sie auf sich sammelnde Fischschwärme aufmerksam wurden und Seeleute durch sie den Weg zum Land zurückfanden.
Während einige Möwenarten von der industriellen Fischerei und ihren Abfällen profitieren, wirkt sich der menschliche Einfluss auf die Meere durch Verschmutzung und Überfischung für die meisten Seevogelarten bestandsbedrohend aus. 
Es wurde errechnet, dass allein die Rückwürfe der niedersächsischen Krabbenfischerei im Jahre 1993 ausreichten, um etwa 60.000 Seevögel ein Jahr lang zu ernähren. Einige Arten, wie Silber- und Lachmöwen, nutzen den Rückwurf besonders erfolgreich. Insofern führt der Rückwurf wahrscheinlich zu einer unnatürlichen Erhöhung der Bestandsgröße einiger Möwenarten im Wattenmeer und damit auch zu einer Verschiebung der natürlichen Artenzusammensetzung bei den brütenden Küstenvögeln.
Seevögel verwechseln den Plastikmüll in den Ozeanen mit Futter und fressen ihn. Sie fühlen sich satt, verhungern jedoch schließlich mit müllgefülltem Magen. Auf diese Weise sterben jährlich etwa 1 Million Seevögel und 100.000 andere Meereslebewesen.
Laut einem NABU-Bericht aus dem Jahr 2020 sterben jährlich weltweit mehr als 300.000 Seevögel durch die Hochseefischerei und dabei insbesondere durch Langleinen.

## Familien
Nicht alle Arten einer Familie müssen Seevögel sein (z. B. bei den Entenvögeln Eisenten und Eiderenten, nicht aber Stockenten). Auch wenn es keine wissenschaftlich definierte Abgrenzung gibt, können Vögel folgender Ordnungen bzw. Familien als Seevögel bezeichnet werden:
- Ordnung Gänsevögel (Anseriformes)
  - Entenvögel (Anatidae)
- Ordnung Ruderfüßer (Pelecaniformes)
  - Tölpel (Sulidae)
  - Fregattvögel (Fregatidae)
- Ordnung Röhrennasen (Procellariiformes)
  - Albatrosse (Diomedeidae)
  - Sturmschwalben (Hydrobatidae)
  - Sturmvögel (Procellariidae)
  - Tauchsturmvögel (Pelecanoididae)
- Ordnung Seetaucher (Gaviiformes)
  - Seetaucher (Gaviidae)
- Ordnung Pinguine (Sphenisciformes)
  - Pinguine (Spheniscidae)
- Ordnung Regenpfeiferartige (Charadriiformes)
  - Austernfischer (Haematopus)
  - Wassertreter (Phalaropus)
  - Raubmöwen (Stercorariidae)
  - Möwen (Laridae)
  - Seeschwalben (Sternidae)
  - Alkenvögel (Alcidae)